# Alt Tucheband
Alt Tucheband est une commune de l'arrondissement de Märkisch-Oderland, dans le Land de Brandebourg, en Allemagne.

## Géographie
Alt Tucheband se trouve à 9 km à l'est de Seelow et à 76 km à l'est de Berlin, près de la frontière polonaise.

## Histoire
La première mention écrite du village date de 1336.